# Солёное (озеро, Урнекский сельский округ)
Солёное (каз. Солёное) — озеро в Урнекском сельском округе Карабалыкского района Костанайской области Казахстана. Находится в 5 км к северо-западу от посёлка Кансор и в 14 км к югу от села Приречное.
По данным топографической съёмки 1943 года, площадь поверхности озера составляет 2,22 км². Наибольшая длина озера — 1,8 км, наибольшая ширина — 1,7 км. Длина береговой линии составляет 5,6 км, развитие береговой линии — 1,07. Озеро расположено на высоте 237,4 м над уровнем моря.